# Australopacifica scaphoidea
Australopacifica scaphoidea is een platworm (Platyhelminthes). De worm is tweeslachtig. De soort leeft in of nabij zoet water.
Het geslacht Australopacifica, waarin de platworm wordt geplaatst, wordt tot de familie Geoplanidae gerekend. De wetenschappelijke naam van de soort werd, als Geoplana scaphoidea, voor het eerst geldig gepubliceerd in 1900 door Steel. Die naam was een replacement name (nom. nov.) voor Geoplana elegans Steel, 1897 non Planaria elegans Darwin, 1844.